# Maestro Martino da Como

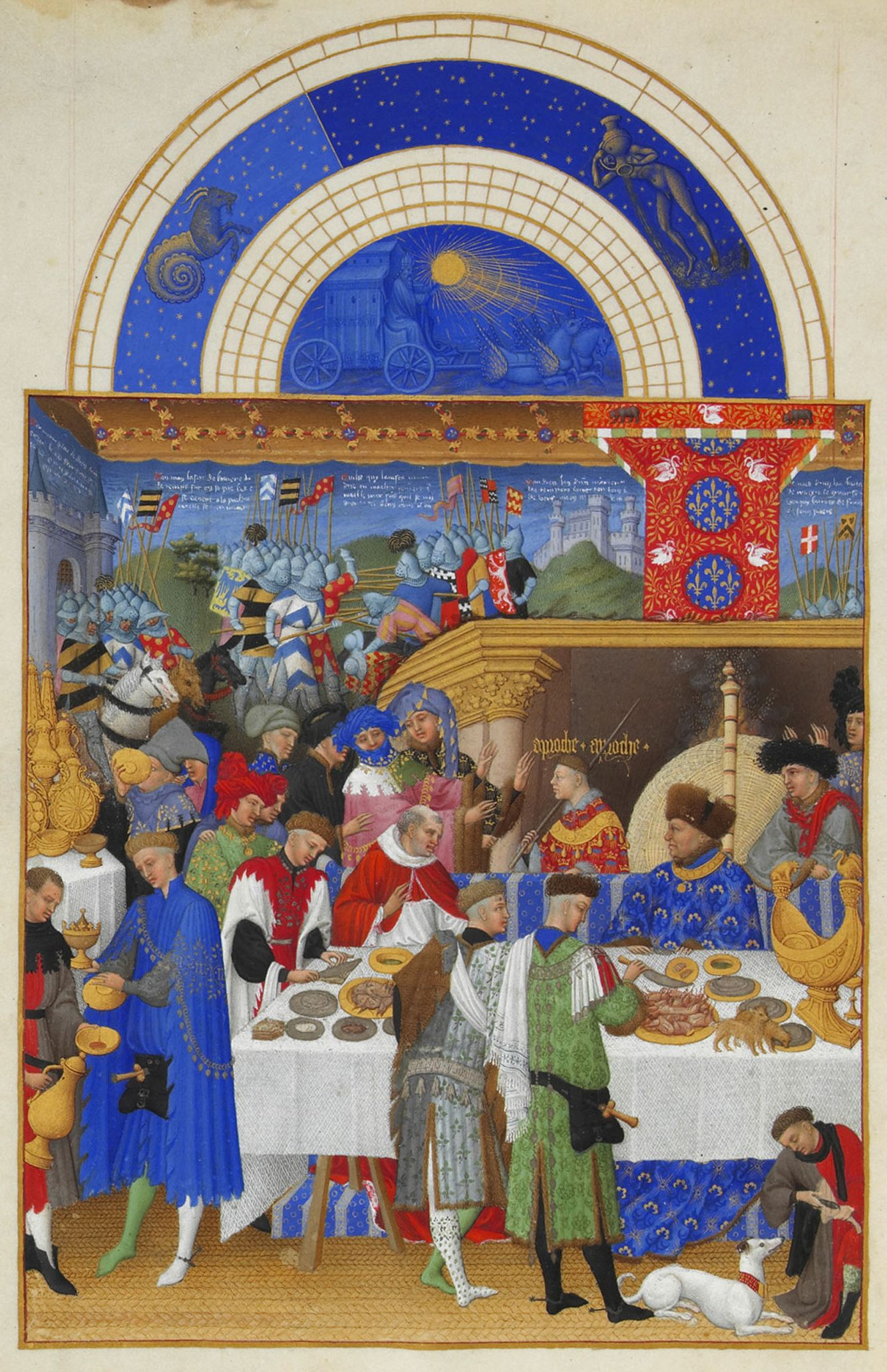
Un sontuoso banchetto. Fra i commensali vediamo, al centro della scena, un cardinale. Tra i numerosi servitori possiamo riconoscere, a sinistra, vestito di blu, il "cantiniere" e, al centro, vestito di verde, il "tagliatore di carni". A destra, sul tavolo, scorgiamo un prezioso portaspezie in oro a forma di nave. Illustrazione tratta dal Libro delle ore intitolata: "Janvier, Très Riches Heures du Duc de Berry" (1410-1416).

(Bartolomeo Sacchi, De honesta voluptade et valetudine)
Martino de' Rossi o Martino de Rubeis, detto Maestro Martino (Torre, verso il 1430 – Milano o Roma, fine del XV secolo) è stato un cuoco e gastronomo italiano. Fu il più importante cuoco europeo del secolo XV: a lui si deve la stesura del Libro de Arte Coquinaria, considerato un caposaldo della letteratura gastronomica italiana che testimonia il passaggio dalla cucina medievale a quella rinascimentale.

## Biografia
Maestro Martino nacque attorno al 1430 nel Ducato di Milano, nel villaggio di Torre, in Valle di Blenio (conquistata nel 1495 dai cantoni svizzeri durante le Campagne transalpine). Il Maestro Martino si sposta a Udine, poi a Milano, dov'è a servizio di Francesco Sforza, per poi raggiungere Roma. Non si conosce l'esatta data di morte, che è presumibilmente avvenuta nell'ultimo ventennio del secolo.
Nelle cucine vaticane si consacra il suo successo e la sua fama di cuoco provetto. In particolare è apprezzata la sua fantasia creativa e il fatto che non sia uso - come invece molti suoi colleghi - a copiare ricette già note, quanto piuttosto a inventarne di nuove o rielaborare, con estro e gusto moderni, quelle tradizionali.
Dalla seconda metà degli anni '50, fino al 1465, è cuoco personale di un alto prelato: il cardinale camerlengo Ludovico Scarampi Mezzarota, Patriarca di Aquileia, così noto per l'opulenza dei suoi banchetti (da alcuni definiti, addirittura, "licenziosi") da essere soprannominato "cardinal Lucullo""; egli, infatti, aveva stanziato la somma di venti ducati al giorno da spendere per il cibo. Grazie a questa generosa disponibilità in quegli anni abbiamo la più importante e abbondante produzione ed elaborazione culinaria di Martino - nonché la stesura dei primi manoscritti formanti il suo libro - il quale diventa, ben presto, il vessillo della nuova cucina per tutti i suoi contemporanei.
Alcuni storici ritengono che Martino possa avere appreso i primi rudimenti dell'arte culinaria a partire dal 1442, presso la cucina d'un qualche convento od ospizio del Canton Ticino, sua terra d'origine; successivamente Martino già al seguito del cardinale Scarampi, durante i lunghi soggiorni dell'alto prelato a Napoli, si formò professionalmente in un ambiente legato alle tradizioni alimentari catalane e approfondì le sue conoscenze in ambito gastronomico venendo a contatto con la cucina araba. Nella Napoli aragonese con la sua fantasia creativa riuscì
ad affermare i frequenti meridionalismi della sua cucina su quella catalana dominante, pur subendone l'influenza.
Sempre al seguito del cardinale Ludovico Scarampi Mezzarota, che fu vescovo della Città de' La Cava dal 1444 al 1465, si ipotizza la presenza di maestro Martino anche nell'abbazia della Santissima Trinità de' La Cava.
Infatti alcune pietanze tipiche che appartengono alle tradizioni culinarie della città di Cava de' Tirreni, in particolare la milza, le frittelle, le pastiere e le torte, sono per molti versi simili a quelle descritte nel suo ricettario, dal maestro Martino.
Dopo questo intenso e felice periodo Martino, a seguito la morte del cardinale Scarampi, si trasferisce nuovamente a Milano, al servizio di Gian Giacomo Trivulzio, dove conclude la sua carriera.
Nel 2011 è stata fondata un'associazione no profit, l'Associazione Maestro Martino, presieduta dallo chef Carlo Cracco, che ha lo scopo di valorizzare la figura storica di questo grande cuoco lombardo del Rinascimento.

## Libro de Arte Coquinaria

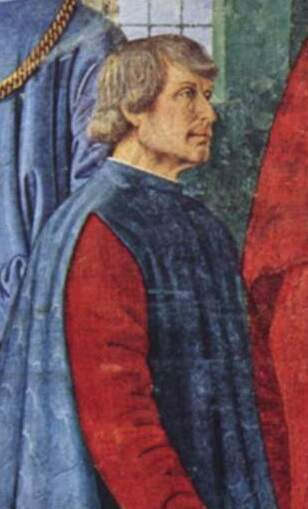
Bartolomeo Sacchi, in un particolare dell'affresco "Papa Sisto IV nomina Bartolomeo Platina Prefetto della Biblioteca Apostolica Vaticana" di Melozzo da Forlì (circa 1477, Musei Vaticani).

Il Libro de Arte Coquinaria condensa, in sessantacinque fogli non numerati e scritti in lingua volgare, l'arte di cuoco estroso e modernizzatore di Maestro Martino. La datazione di quest'opera è incerta, anche a causa delle varie stesure e aggiunte (almeno quattro manoscritti, in due dei quali l'autore si autodefinisce "da Como") che Martino fece nel corso degli anni. Le prime tracce iniziano già nel 1456 e, via via, andò sviluppandosi almeno fino al 1467.
Nel frontespizio si legge Composto per lo egregio Maestro Martino Coquo olim del Reverendissimo Monsignor Camorlengo et patriarcha de Aquileia. Ben presto diventò il testo di riferimento per tutti i cuochi a lui contemporanei - che già erano suoi ammiratori - e i successivi, assurgendo al ruolo di libro mastro per tutta la nuova cucina del Rinascimento.
Uno dei principali elementi distintivi dei suoi piatti è il recupero del gusto originale delle materie prime, evitando l'abuso di spezie, com'era d'abitudine nella tradizione medioevale quando le spezie, e la loro abbondanza, simboleggiavano la ricchezza del padrone di casa.
Lo stile è preciso, dettagliato e immediato. È chiara l'intenzione dell'autore di volere farsi comprendere da tutti (anche per questo scelse la lingua volgare), e le ricette si susseguono, in ordine di portata e di tipologia di ingredienti, in modo snello e moderno; addirittura arriva a suggerire delle "varianti" a taluni ingredienti, nel caso ne fossimo sprovvisti. Come accennato Martino unisce, alla tradizione della cucina medioevale, innovazioni che gli pervengono dalla conoscenza della cucina catalana, oltre che della cucina araba e orientale.
Il successo e la divulgazione in tutta Europa delle ricette di Martino è, però, merito del suo più convinto sostenitore: l'umanista, suo contemporaneo, Bartolomeo Sacchi, detto il Platina (1421-1480), prefetto della Biblioteca Apostolica Vaticana. Platina incorporò le ricette di Martino - trascrivendole in latino e arricchendole di commenti - nel suo De honesta voluptade et valetudine, opera nella quale si prodiga in elogi nei confronti di colui che definisce «il principe dei cuochi», affermando che Maestro Martino era anche un amabile conversatore, dotato di una cultura così vasta da permettergli di sostenere, con efficacia, discussioni sui più disparati argomenti, non solo di natura gastronomica.
È soprattutto grazie a Platina che l'opera di Martino è giunta fino a noi, poiché del suo libro originale non ne sono sopravvissute che poche copie: una è di proprietà di un privato, una è conservata presso la biblioteca Vaticana, una si trova nella Biblioteca del Congresso di Washington (Medieval Manuscript n.153).
Su uno dei quattro manoscritti originali, che si trova a Riva del Garda, compare il nome Martino de Rubeis.

### Colori e tempi, secondo Maestro Martino

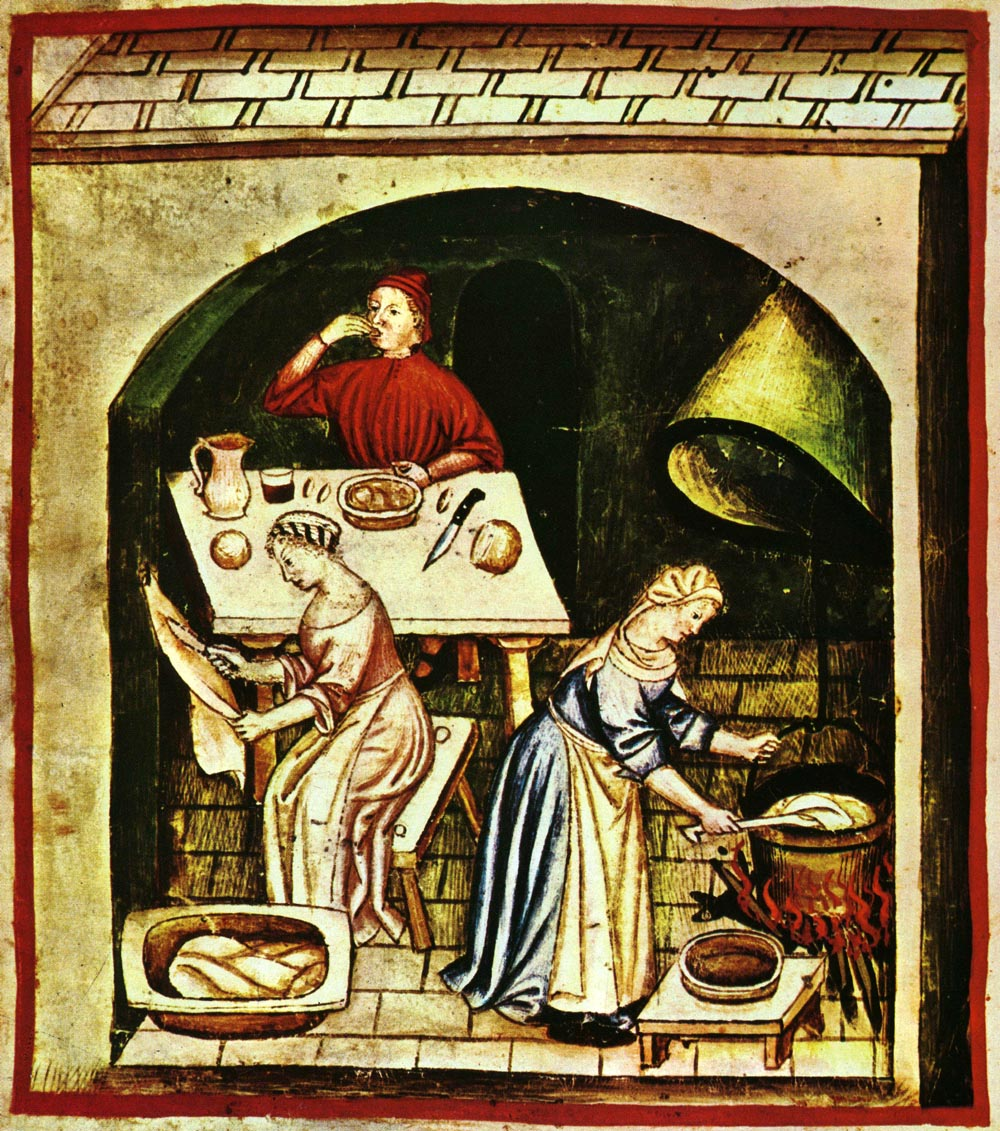
Cucinare, Tacuinum sanitatis casanatensis (XIV secolo).

Scorrendo le ricette presenti nel suo libro tra le peculiarità che meritano d'essere segnalate ve ne sono sicuramente due: i "colori" e la "tempistica" della preparazione.
I colori
Non rinnegando, ma rinnovando le ricette a lui precedenti, Martino prosegue nella tradizione dei cosiddetti colori primari (per esempio l'uva per il rosso, le mandorle per il bianco, il prezzemolo per il verde, lo zafferano per il giallo). Inoltre anche i nomi di alcune preparazioni pongono il colore come elemento distintivo (per esempio Sapor bianco, Brodetto e Salsa verde, Peperata gialla da pesce, etc.).
I tempi di cottura
Sui tempi di cottura Martino, di quando in quando, dà indicazioni che oggi possono apparire bizzarre, ma che vanno contestualizzate nell'epoca in cui egli operava: un numero variabile di preghiere (Pater Noster o Miserere), da recitare attendendo che le pietanze cuociano. Questo singolare suggerimento costituiva un ingegnoso espediente grazie al quale il vulgus - al quale il libro era principalmente dedicato - poteva regolarsi sulla giusta cottura tramite uno "strumento" (le preghiere) che era certamente a esso ben noto (es. «et un'altra volta lo lassarai bollire per spatio quanto diresti un miserere»). Non bisogna dimenticare che i primi orologi da tavolo, a uso casalingo, sono apparsi in Italia solo nel XVI secolo.

### Le invenzioni di Martino
A lui si deve la prima menzione della parola polpetta, assente nei ricettari fino al XIV secolo, anche se - leggendone la preparazione - pare alluda non già alla polpetta come la intendiamo oggi, bensì a un involtino allo spiedo. È il primo cuoco che scrive la ricetta della finanziera piemontese ed è il primo a descrivere una preparazione che possiamo considerare come la progenitrice dell'attuale mostarda vicentina.
Inoltre a Maestro Martino si ascrive anche il merito d'essere stato il primo ad avere trattato, in maniera approfondita, dei vermicelli. Lo aveva già fatto in uno scritto precedente (De arte Coquinaria per vermicelli e maccaroni siciliani, probabilmente del 1450), che riprende nel Libro de Arte Coquinaria, esaltando, tra l'altro, i vantaggi della pasta essiccata che, in questo modo, si può conservare «doi o tre anni».
Martino fu anche inventore di nuovi arnesi da cucina e fu tra i primi a utilizzare alcune accortezze igienico-sanitarie tra i fornelli.
Le sue innovazioni ispirarono a Bartolomeo Sacchi inedite quanto avveniristiche osservazioni, per esempio, sugli aspetti dietetici della cucina, sull'importanza del sapore autentico delle materie prime, valorizzando il cosiddetto "cibo del territorio" e, addirittura, sull'utilità di una regolare attività fisica come toccasana per una migliore qualità della vita.